# Parafia Najświętszego Serca Pana Jezusa w Czarnym Borze
Parafia pw. Najświętszego Serca Pana Jezusa w Czarnym Borze – znajduje się w dekanacie Kamienna Góra Wschód w diecezji Legnickiej. Jej proboszczem jest ks. Ryszard Pita.

## Miejscowości należące do parafii
- Czarny Bór
- Borówno
- Grzędy

## Proboszczowie po 1945 r.[1]

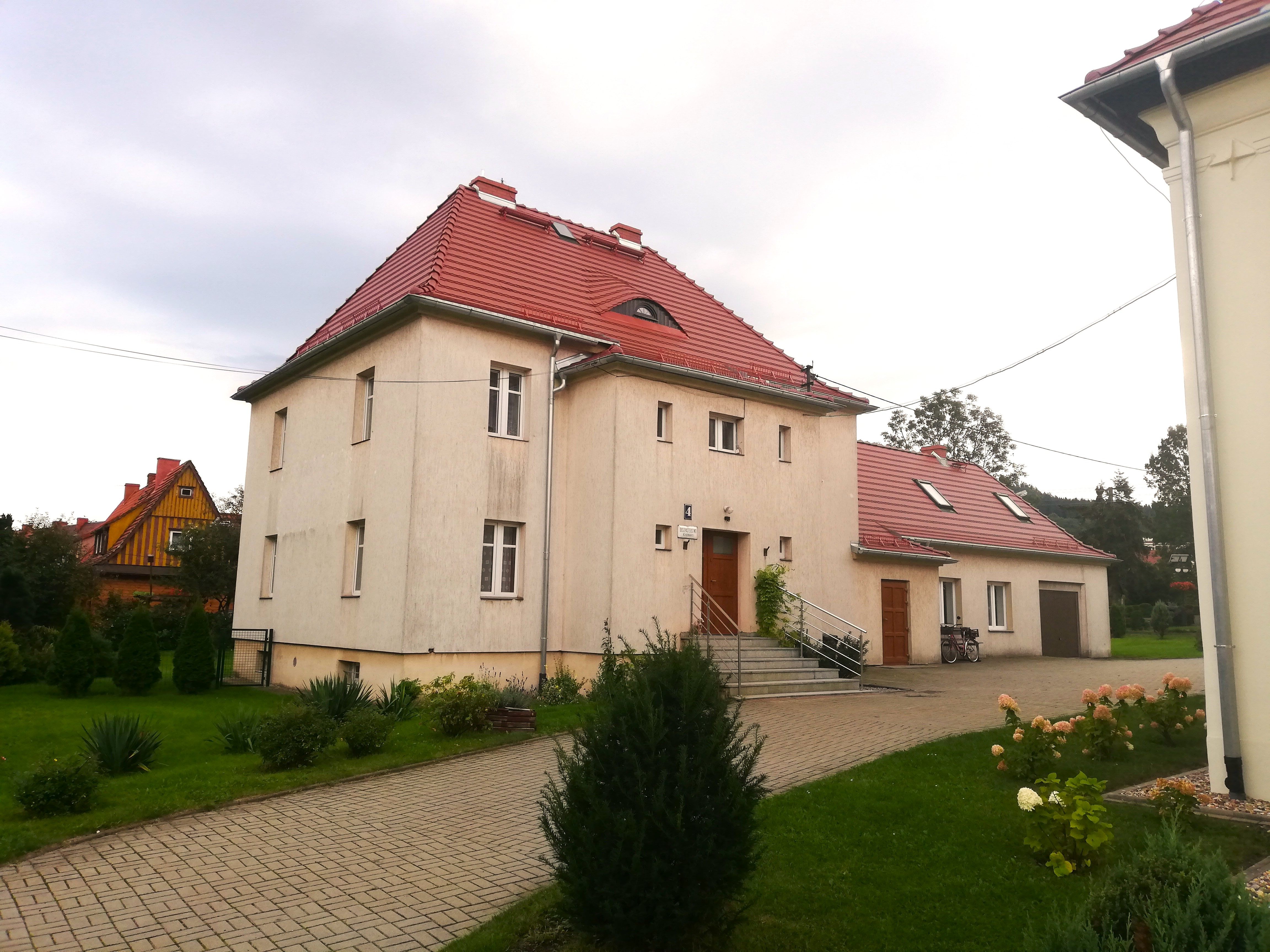
Plebania

- 1. ks. Stanisław Dąbrowski 1958 - 1963

- 2. ks. Jerzy Budnik 1963 - 1988[2]

- 3. ks. Ryszard Uryga 1988 - 1993

- 4. ks. Władysław Stępniak 1993 - 2013[3]

- 5. ks. dr Paweł Oskwarek 2013 - 2018

- 6. ks. Ryszard Pita 2018 -

## Bibliografia

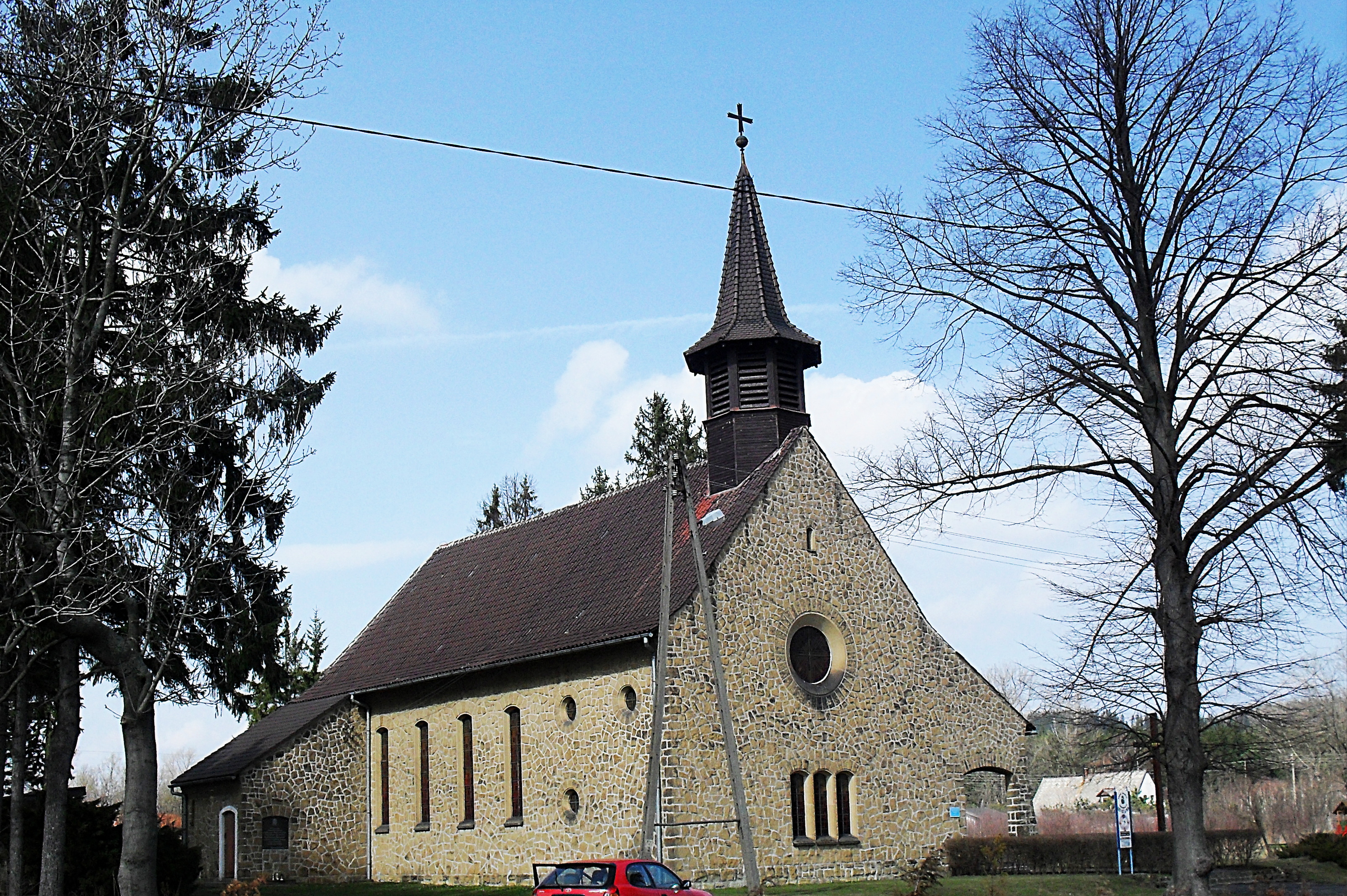
Kościół filialny w Borównie

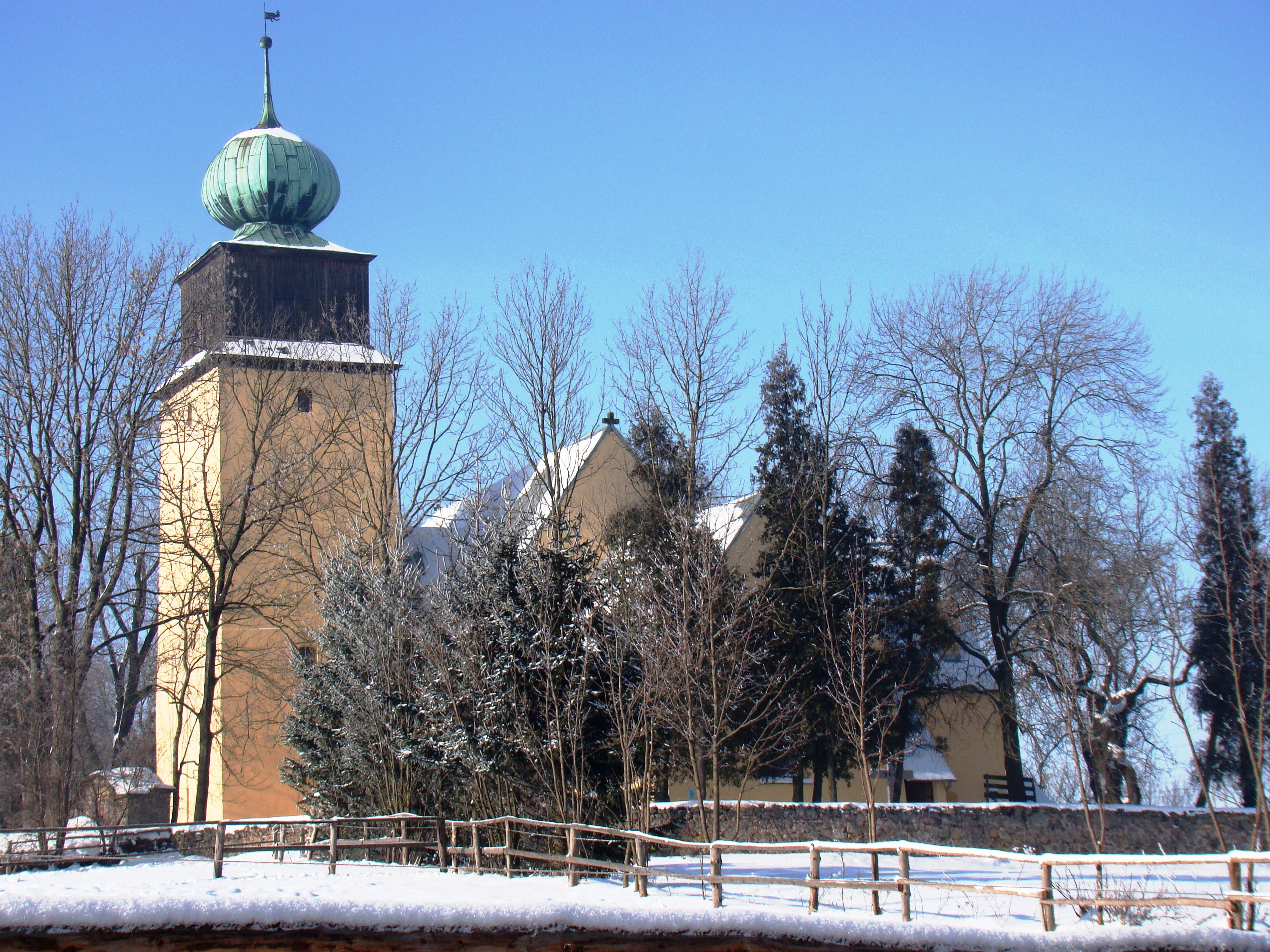
Kościół filialny w Grzędach

## Powołania po 1945 r.
- ks. Krzysztof Stąpor MIC
- o. Mariusz Kulig OP
- s. Renata Janik CSSE
- s. Alicja Bukowska CSSE
- s. Teresa Czarnota CSSE